# جسم هربست
جسم هربست یا هربست (به انگلیسی: Herbst Corpuscles) انتهای عصب‌هایی هستند که شبیه جسم پاچینی هستند که در غشای مخاطی زبان، در حفره‌های روی منقار و دیگر بخش‌های بدن پرندگان یافت می‌شوند. آن‌ها از نظر کوچک‌تر و کشیده‌تر بودن، در داشتن کپسول‌های نازک‌تر و نزدیک‌تر، و در این‌که استوانه محوری در فضای خالی مرکزی توسط یک ردیف هسته‌های سلول پیوسته دربر گرفته شده است، با جسم پاچینی تفاوت دارند. نام آنها از جنین‌شناس آلمانی کورت آلفرد هربست گرفته شده است.
در بسیاری از پرندگان کنارآبچر، تعداد بیشماری از سلول‌های هربست در گودال‌های روی فک پایین یافت می‌شوند که اعتقاد بر این است که پرندگان می‌توانند طعمه را در زیر ماسه یا خاک خیس حس کنند.